# Plantão sem Fim
Plantão sem Fim é uma série do canal Multishow, que teve sua estréia em 9 de agosto de 2022, tendo como elenco principal Rodrigo Sant'Anna, Isadora Ribeiro, Evelyn Castro, Jonathan Haagensen, Isabelle Marques, Andy Gercker, Ernani Moraes, Cláudia Lira, Gil Coelho, Orã Figueiredo e Flávia Garrafa.

## Sinopse
A equipe de um hospital público enfrenta diversos desafios para atender a população. A falta de recursos, os casos médicos e a vida pessoal dos funcionários movimentam o dia a dia do local.

## Elenco
- Rodrigo Sant'Anna — Sassá / Doutor Agildo / Célia / Moisés
- Isadora Ribeiro
- Evelyn Castro — Eliane
- Jonathan Haagensen — Marco Aurélio
- Isabelle Marques — Marisinha
- Andy Gercker — Renée
- Ernani Moraes
- Cláudia Lira
- Gil Coelho
- Orã Figueiredo — Clóvis
- Flávia Garrafa — Solange